# EUROKKA
EUROKKA (Esperanto-Universala-Rok-Organizo, Kolektiva Komunik-Asocio; з есперанто Європейська Есперанто Асоціація Рок Музики) — полем діяльності організації є розвиток і поширення в есперанто-руху, а також поза ним музичної есперанто-культури, музичними групами і артистами які співають мовою есперанто.
Eurokka була заснована у 1988 році, у 1991 році стала галузевою асоціацією TEJO і тоді ж з'явилася в списку галузевих асоціацій у щорічнику UEA. 